# Triumfetta
Genre
Triumfetta est un genre de plantes de la famille des Malvaceae.

## Liste des variétés et espèces
Selon BioLib (1 août 2017) :
- Triumfetta annua L.
- Triumfetta bogotensis DC.
- Triumfetta cana Blume
- Triumfetta cordifolia A. Rich.
- Triumfetta grandidens Hance
- Triumfetta lappula L.
- Triumfetta pentandra A. Rich.
- Triumfetta pilosa Roth
- Triumfetta procumbens G. Forst.
- Triumfetta rhomboidea Jacq.
- Triumfetta semitriloba Jacq.
- Triumfetta tomentosa Bojer
- Triumfetta velutina Vahl

Selon Catalogue of Life (1 août 2017) :
- Triumfetta abutiloides A. St.-Hil.
- Triumfetta acahuizotlanensis Gonz.-Martínez, J.Jiménez Ram. & Rios-Carr.
- Triumfetta acracantha Hochr.
- Triumfetta actinocarpa S. Moore
- Triumfetta albida (Domin) D.A. Halford
- Triumfetta althaeoides Lam.
- Triumfetta amuletum Sprague
- Triumfetta angolensis Sprague & Hutchinson
- Triumfetta annua L.
- Triumfetta antrorsa D.A. Halford
- Triumfetta antunesii Sprague & Hutchinson
- Triumfetta appendiculata F.Müll.
- Triumfetta aquila D.A. Halford
- Triumfetta arborescens (Seem.) Sprague
- Triumfetta arnhemica D.A. Halford
- Triumfetta aspera D.A. Halford
- Triumfetta attenuata Lay
- Triumfetta barbosa Lay
- Triumfetta benguelensis Wawra & Peyr.
- Triumfetta benguetensis Sprague
- Triumfetta bicornuta Turcz.
- Triumfetta bogotensis DC.
- Triumfetta brachistacantha Standl.
- Triumfetta brachyceras K. Schum.
- Triumfetta bradshawii F.Müll.
- Triumfetta breviaculeata D.A. Halford
- Triumfetta brevipes S. Wats.
- Triumfetta calderonii Standl.
- Triumfetta calycina Turcz.
- Triumfetta calzadae Fryxell
- Triumfetta carteri D.A. Halford
- Triumfetta centralis D.A. Halford
- Triumfetta chaetocarpa F.Müll.
- Triumfetta chihuahuensis Standl.
- Triumfetta cinerea D.A. Halford
- Triumfetta cladara D.A. Halford
- Triumfetta clementii (Domin) B.L. Rye
- Triumfetta clivorum D.A. Halford
- Triumfetta columnaris Hochr.
- Triumfetta cordifolia A. Rich.
- Triumfetta coriacea Hochr.
- Triumfetta coronata D.A. Halford
- Triumfetta cucullata Fernald
- Triumfetta dekindtiana Engl.
- Triumfetta delicatula Sprague & Hutchinson
- Triumfetta denticulata R. Br. ex Benth.
- Triumfetta deserticola D.A. Halford
- Triumfetta digitata (Oliv.) Sprague & Hutchinson
- Triumfetta dilungensis I. Adamska & S. Lisowski
- Triumfetta dioica T. S. Brandeg.
- Triumfetta discolor Rose
- Triumfetta echinata D.A. Halford
- Triumfetta eriophlebia Hook.fil.
- Triumfetta falcifera Rose
- Triumfetta ferruginea Lay
- Triumfetta fissurata D.A. Halford
- Triumfetta flavescens Hochst. ex A. Rich.
- Triumfetta galeottiana Turcz.
- Triumfetta geoides Welw. ex Mast.
- Triumfetta glabra Spreng.
- Triumfetta glabrior (Sprague & Hutch.) Cheek
- Triumfetta glaucescens R. Br. ex Benth.
- Triumfetta glechomoides Welw. ex Mast.
- Triumfetta goldmanii Rose
- Triumfetta gonophora W.W. Thomas & R. McVaugh
- Triumfetta gossweileri Exell & Mendonca
- Triumfetta grandidens Hance
- Triumfetta grandiflora Vahl
- Triumfetta grandistipulata Wild
- Triumfetta graveolens Bl.
- Triumfetta guaranitica Villa
- Triumfetta guazumicarpa Fryxell
- Triumfetta guerrerensis Gual, S.Peralta & Diego
- Triumfetta hapala D.A. Halford
- Triumfetta heliocarpa K. Schum.
- Triumfetta heliocarpoides Bullock
- Triumfetta heptaphylla Exell
- Triumfetta heterocarpa Sprague & Hitch.
- Triumfetta heudelotii Planch. ex Mast.
- Triumfetta hundtii Exell & Mendonca
- Triumfetta indurata W.W. Thomas & R. McVaugh
- Triumfetta ineana D.A. Halford
- Triumfetta inermis D.A. Halford
- Triumfetta jaegeri Hochr.
- Triumfetta japonica Makino
- Triumfetta johnstonii F.Müll.
- Triumfetta katangensis R. Wilczck
- Triumfetta keniensis R. E. Fries
- Triumfetta kenneallyi D.A. Halford
- Triumfetta kirkii Mast.
- Triumfetta kochii Fryxell
- Triumfetta kundelungensis I. Adamska & S. Lisowski
- Triumfetta lappula L.
- Triumfetta lebrunii R. Wilczek
- Triumfetta lepidota K. Schum.
- Triumfetta leptacantha F.Müll.
- Triumfetta likasiensis De Wild.
- Triumfetta litticola D.A. Halford
- Triumfetta longicoma A. St.-Hil.
- Triumfetta longicornuta Hutchinson & M. B. Moss
- Triumfetta longipedunculata D.A. Halford
- Triumfetta maconochieana D.A. Halford
- Triumfetta macrocoma K. Schum.
- Triumfetta marsupiata D.A. Halford
- Triumfetta martinezalfaroi Gual & F.Chiang
- Triumfetta marunguensis R. Wilczek
- Triumfetta matudae Lundell
- Triumfetta mearnsii De Wild.
- Triumfetta medusae W.W. Thomas & R. McVaugh
- Triumfetta mellina D.A. Halford
- Triumfetta mexiae Morton & Lay
- Triumfetta micracantha F.Müll.
- Triumfetta mitchellii D.A. Halford
- Triumfetta mollissima Kunth
- Triumfetta monstrosa D.A. Halford
- Triumfetta novogaliciana Fryxell
- Triumfetta nutans D.A. Halford
- Triumfetta obliqua Roth
- Triumfetta obscura A. St.-Hil.
- Triumfetta obtusicornis Sprague & Hutchinson
- Triumfetta oenpelliensis D.A. Halford
- Triumfetta oligacantha Hochr.
- Triumfetta paniculata Hook. & Arn.
- Triumfetta pannosa R.Br. ex D.A. Halford
- Triumfetta paradoxa (Welw. ex Hiern) Sprague & Hutch.
- Triumfetta parviflora Benth.
- Triumfetta pedunculata De Wild.
- Triumfetta pentandra A. Rich. ex Guill. & Perr.
- Triumfetta persimilis Lay
- Triumfetta pilosa Roth
- Triumfetta plumigera F.Müll.
- Triumfetta polyandra (Moc. & Sesse) ex DC.
- Triumfetta procumbens G. Forst.
- Triumfetta propinqua D.A. Halford
- Triumfetta prostrata D.A. Halford
- Triumfetta purpusii Standl.
- Triumfetta pustulata D.A. Halford
- Triumfetta reflexa W. V. Fitzg.
- Triumfetta repens (Bl.) Merr. & Rolfe
- Triumfetta reticulata Wild
- Triumfetta rhodoneura K. Schum.
- Triumfetta rhomboidea Jacq.
- Triumfetta rotundifolia Lam.
- Triumfetta rubiginosa D.A. Halford
- Triumfetta rupestris D.A. Halford
- Triumfetta ryeae D.A. Halford
- Triumfetta saccata D.A. Halford
- Triumfetta sampaioi Monteiro
- Triumfetta scandens K. Schum.
- Triumfetta semitriloba Jacq.
- Triumfetta sericata Lay.
- Triumfetta setulosa Mast.
- Triumfetta shinyangensis Verdcourt
- Triumfetta simplicifolia (Sesse & Moc.) P.A. Fryxell
- Triumfetta simulans D.A. Halford
- Triumfetta socorrensis Brandeg.
- Triumfetta sonderi Ficalho & Hiern
- Triumfetta speciosa Seem.
- Triumfetta stellata Lay
- Triumfetta sylvicola D.A. Halford
- Triumfetta tenuipedunculata Wild
- Triumfetta tenuiseta D.A. Halford
- Triumfetta tomentosa Bojer
- Triumfetta trachystema K. Schum.
- Triumfetta trichocarpa Hochst. ex A. Rich.
- Triumfetta trifida Sprague & Hutchinson
- Triumfetta trigona Sprague & Hutchinson
- Triumfetta trisecta D.A. Halford
- Triumfetta velutina Vahl
- Triumfetta villosiuscula Bl.
- Triumfetta viridis D.A. Halford
- Triumfetta welwitschii Mast.
- Triumfetta winneckeana F.Müll.
- Triumfetta youngii Exell & Mendonca

Selon GRIN (1 août 2017) :
- Triumfetta cordifolia A. Rich.
- Triumfetta lappula L.
- Triumfetta pilosa Roth
- Triumfetta procumbens G. Forst.
- Triumfetta rhomboidea Jacq.
- Triumfetta semitriloba Jacq.
- Triumfetta sonderi Ficalho & Hiern
- Triumfetta tomentosa Bojer
- Triumfetta trichocarpa Hochst. ex A. Rich.

Selon ITIS (1 août 2017) :
- Triumfetta bogotensis DC.
- Triumfetta cordifolia A. Rich.
- Triumfetta lappula L.
- Triumfetta pentandra A. Rich.
- Triumfetta procumbens G. Forst.
- Triumfetta rhomboidea Jacq.
- Triumfetta semitriloba Jacq.
- Triumfetta tomentosa Bojer

Selon NCBI (1 août 2017) :
- Triumfetta annua
- Triumfetta calderonii
- Triumfetta cana
- Triumfetta heudelotii
- Triumfetta lappula
- Triumfetta pentandra
- Triumfetta pilosa
  - variété Triumfetta pilosa var. tomentosa
- Triumfetta rhomboidea
- Triumfetta semitriloba

Selon The Plant List (1 août 2017) :
- Triumfetta acracantha Hochr.
- Triumfetta actinocarpa S. Moore
- Triumfetta albida (Domin) Halford
- Triumfetta althaeoides Lam.
- Triumfetta amuletum Sprague
- Triumfetta angolensis Sprague & Hutch.
- Triumfetta annua L.
- Triumfetta antunesii Sprague & Hutch.
- Triumfetta arborescens (Seem.) Sprague
- Triumfetta attenuata Lay
- Triumfetta barbosa Lay
- Triumfetta bartramia L.
- Triumfetta benguelensis Wawra & Peyr.
- Triumfetta bogotensis DC.
- Triumfetta brachistacantha Standl.
- Triumfetta brachyceras K.Schum.
- Triumfetta brevipes S. Watson
- Triumfetta calderonii Standl.
- Triumfetta calycina Turcz.
- Triumfetta calzadae Fryxell
- Triumfetta cana Blume
- Triumfetta chihuahuensis Standl.
- Triumfetta columnaris Hochr.
- Triumfetta cordifolia A.Rich.
- Triumfetta coriacea Hochr.
- Triumfetta cucullata Fernald
- Triumfetta dekindtiana Engl.
- Triumfetta delicatula Sprague & Hutch.
- Triumfetta digitata (Oliv.) Sprague & Hutch.
- Triumfetta dioica Brandegee
- Triumfetta discolor Rose
- Triumfetta dubia De Wild.
- Triumfetta eriophlebia Hook. f.
- Triumfetta falcifera Rose
- Triumfetta ferruginea Lay
- Triumfetta flavescens Hochst. ex A. Rich.
- Triumfetta galeottiana Turcz.
- Triumfetta geoides Welw. ex Mast.
- Triumfetta glechomoides Welw. ex Mast.
- Triumfetta goldmanii Rose
- Triumfetta gonophora W.W. Thomas & McVaugh
- Triumfetta gossweileri Exell & Mendonça
- Triumfetta grandidens Hance
- Triumfetta grandiflora Vahl
- Triumfetta grandistipulata Wild
- Triumfetta guaranitica Villa
- Triumfetta guazumicarpa Fryxell
- Triumfetta guerrerensis Gual, S. Peralta & Diego
- Triumfetta heliocarpoides Bullock
- Triumfetta heptaphylla Exell
- Triumfetta heudelotii Planch. ex Mast.
- Triumfetta hundtii Exell & Mendonça
- Triumfetta indurata W.W. Thomas & McVaugh
- Triumfetta katangensis R. Wilczek
- Triumfetta kirkii Mast.
- Triumfetta kochii Fryxell
- Triumfetta lappula L.
- Triumfetta lebrunii R. Wilczek
- Triumfetta lepidota K.Schum.
- Triumfetta likasiensis De Wild.
- Triumfetta longicoma A. St.-Hil.
- Triumfetta longicornuta Hutch. & M.B. Moss
- Triumfetta macrocoma K.Schum.
- Triumfetta marunguensis R. Wilczek
- Triumfetta matudae Lundell
- Triumfetta medusae W.W. Thomas & McVaugh
- Triumfetta mexiae C.V. Morton & Lay
- Triumfetta mollissima Kunth
- Triumfetta novogaliciana Fryxell
- Triumfetta obtusicornis Sprague & Hutch.
- Triumfetta oligacantha Hochr.
- Triumfetta orthacantha Welw. ex Mast.
- Triumfetta paniculata Hook. & Arn.
- Triumfetta paradoxa Sprague & Hutch.
- Triumfetta pedunculata De Wild.
- Triumfetta pentandra A.Rich.
- Triumfetta pilosa Roth
- Triumfetta polyandra Sessé & Moc. ex DC.
- Triumfetta procumbens G. Forst.
- Triumfetta purpusii Standl.
- Triumfetta repens (Blume) Merrill & Rolfe
- Triumfetta reticulata Wild
- Triumfetta rhodoneura K.Schum.
- Triumfetta rhomboidea Jacq.
- Triumfetta rotundifolia Lam.
- Triumfetta sampaioi Monteiro
- Triumfetta scandens K.Schum.
- Triumfetta semitriloba Jacq.
- Triumfetta sericata Lay
- Triumfetta setulosa Mast.
- Triumfetta simplicifolia (Sessé & Moc.) Fryxell
- Triumfetta socorrensis Brandegee
- Triumfetta sonderi Ficalho & Hiern
- Triumfetta speciosa Seem.
- Triumfetta stellata Lay
- Triumfetta tenuipedunculata Wild
- Triumfetta tomentosa Bojer ex Bouton
- Triumfetta trachystema K.Schum.
- Triumfetta trichocarpa Sond.
- Triumfetta trifida Sprague & Hutch.
- Triumfetta welwitschii Mast.
- Triumfetta youngii Exell & Mendonça

Selon Tropicos (1 août 2017) (Attention liste brute contenant possiblement des synonymes) :
- Triumfetta abutiloides A. St.-Hil.
- Triumfetta acracantha Hochr.
- Triumfetta actinocarpa S. Moore
- Triumfetta acuminata Kunth
- Triumfetta acutiloba DC.
- Triumfetta albida (Domin) Halford
- Triumfetta althaeoides Lam.
- Triumfetta amuletum Sprague
- Triumfetta angolensis Sprague & Hutch.
- Triumfetta angulata Lam.
- Triumfetta annua L.
- Triumfetta antrorsa Halford
- Triumfetta antunesii Sprague & Hutch.
- Triumfetta apetala Hochr.
- Triumfetta aquila Halford
- Triumfetta arborescens (Seem.) Sprague
- Triumfetta arnhemica Halford
- Triumfetta arussorum Chiov.
- Triumfetta aspera Halford
- Triumfetta attenuata Lay
- Triumfetta barbosa Lay
- Triumfetta bartramii L.
- Triumfetta benguelensis Wawra & Peyr.
- Triumfetta berteroi Turcz.
- Triumfetta bogotensis DC.
- Triumfetta botteriana Turcz.
- Triumfetta boyacana Moldenke
- Triumfetta brachistacantha Standl.
- Triumfetta brachyceras K. Schum.
- Triumfetta brachypetala Turcz.
- Triumfetta breviaculeata Halford
- Triumfetta brevipes S. Watson
- Triumfetta calderonii Standl.
- Triumfetta calycina Turcz.
- Triumfetta calzadae Fryxell
- Triumfetta cana Blume
- Triumfetta carteri Halford
- Triumfetta caudata Triana & Planch.
- Triumfetta centralis Halford
- Triumfetta chihuahuensis Standl.
- Triumfetta chrysotricha Bojer
- Triumfetta cinerea Halford
- Triumfetta cladara Halford
- Triumfetta clivorum Halford
- Triumfetta columnarioides Bullock
- Triumfetta columnaris Hochr.
- Triumfetta cordifolia Guill., Perr. & A. Rich.
- Triumfetta coriacea Hochr.
- Triumfetta coronata Halford
- Triumfetta cucullata Fernald
- Triumfetta cuneata Hochst. ex A. Rich.
- Triumfetta cymosa Triana & Planch.
- Triumfetta dehiscens Rose
- Triumfetta dekindtiana Engl.
- Triumfetta delicatula Sprague & Hutch.
- Triumfetta dembianensis Chiov.
- Triumfetta descampsii De Wild. & T. Durand
- Triumfetta deserticola Halford
- Triumfetta dichotoma Turcz.
- Triumfetta digitata (Oliv.) Sprague & Hutch.
- Triumfetta dioica Brandegee
- Triumfetta discolor Rose
- Triumfetta diversifolia E. Mey.
- Triumfetta dubia De Wild.
- Triumfetta dumetorum Schltdl.
- Triumfetta dunalis Kuntze
- Triumfetta echinata Halford
- Triumfetta effusa E. Mey. ex Harv.
- Triumfetta eriophlebia Hook. f.
- Triumfetta excisa Urb.
- Triumfetta falcifera Rose
- Triumfetta ferruginea Lay
- Triumfetta fissurata Halford
- Triumfetta flabellatopilosa R. Wilczek
- Triumfetta flavescens Hochst. ex A. Rich.
- Triumfetta galeottiana Turcz.
- Triumfetta geoides Welw. ex Mast.
- Triumfetta glabrata I.M. Johnst.
- Triumfetta glabrior (Sprague & Hutch.) Cheek
- Triumfetta glandulosa Lam.
- Triumfetta glechomoides Welw. ex Mast.
- Triumfetta goldmanii Rose
- Triumfetta gonophora W.W. Thomas & McVaugh
- Triumfetta gossweileri Exell & Mendonça
- Triumfetta grandidens Hance
- Triumfetta grandiflora Vahl
- Triumfetta grandistipulata Wild
- Triumfetta grossulariaefolia A. Rich.
- Triumfetta grossulariifolia A. Rich.
- Triumfetta guaranitica Villa
- Triumfetta guazumaefolia Bojer
- Triumfetta guazumicarpa Fryxell
- Triumfetta guerrerensis Gual, S. Peralta & Diego
- Triumfetta hapala Halford
- Triumfetta havanensis Kunth
- Triumfetta heliocarpa K. Schum.
- Triumfetta heliocarpoides Bullock
- Triumfetta heptaphylla Exell
- Triumfetta heterocarpa Sprague & Hutch.
- Triumfetta heterophylla Lam.
- Triumfetta heudelotii Planch. ex Mast.
- Triumfetta hintonii Sprague
- Triumfetta hirsuta Sprague & Hutch.
- Triumfetta hirta Vahl
- Triumfetta hispida A. Rich.
- Triumfetta hostmannii Miq.
- Triumfetta hundtii Exell & Mendonça
- Triumfetta incana Halford
- Triumfetta indica Lam.
- Triumfetta indurata W.W. Thomas & McVaugh
- Triumfetta inermis Halford
- Triumfetta insignis S. Watson
- Triumfetta intermedia De Wild.
- Triumfetta jelskii Szyszył.
- Triumfetta josefina Pol.
- Triumfetta katangensis R. Wilczek
- Triumfetta kenneallyi Halford
- Triumfetta kirkii Mast.
- Triumfetta kochii Fryxell
- Triumfetta lappula L.
- Triumfetta lasiophylla K. Schum.
- Triumfetta lebrunii R. Wilczek
- Triumfetta leiocarpa Standl.
- Triumfetta lepidota K. Schum.
- Triumfetta likasiensis De Wild.
- Triumfetta lindeniana Turcz.
- Triumfetta litticola Halford
- Triumfetta longicoma A. St.-Hil.
- Triumfetta longicornuta Hutch. & M.B. Moss
- Triumfetta longicuspis Turcz.
- Triumfetta longipedunculata Halford
- Triumfetta longiseta DC.
- Triumfetta maconochieana Halford
- Triumfetta macrocalyx Turcz.
- Triumfetta macrocoma K. Schum.
- Triumfetta macrophylla K. Schum.
- Triumfetta marsupiata Halford
- Triumfetta martinezalfaroi Gual & F. Chiang
- Triumfetta marunguensis R. Wilczek
- Triumfetta matudae Lundell
- Triumfetta mauritiana
- Triumfetta medusae W.W. Thomas & McVaugh
- Triumfetta mellina Halford
- Triumfetta mexiae C.V. Morton & Lay
- Triumfetta mexicana Turcz.
- Triumfetta micracantha F. Muell.
- Triumfetta micropetala Hochr.
- Triumfetta mitchellii Halford
- Triumfetta mollis Schumach.
- Triumfetta mollissima Kunth
- Triumfetta monoica Hochst. & Steud. ex A. Rich.
- Triumfetta monstrosa Halford
- Triumfetta multilocularis Hochr.
- Triumfetta neglecta Wight & Arn.
- Triumfetta nemoralis A. St.-Hil.
- Triumfetta novogaliciana Fryxell
- Triumfetta nutans Halford
- Triumfetta obliqua Roth
- Triumfetta oblongata Link
- Triumfetta obovata Schltr. & Cham.
- Triumfetta obscura A. St.-Hil.
- Triumfetta obtusicornis Sprague & Hutch.
- Triumfetta oenpelliensis Halford
- Triumfetta oligacantha Hochr.
- Triumfetta orizabae Turcz.
- Triumfetta orthacantha Welw. ex Mast.
- Triumfetta ovata DC.
- Triumfetta oxyphylla DC.
- Triumfetta palmeri S. Watson
- Triumfetta panamensis I.M. Johnst.
- Triumfetta paniculata Hook. & Arn.
- Triumfetta pannosa R. Br. ex Halford
- Triumfetta paradoxa (Welw. ex Hiern) Sprague & Hutch.
- Triumfetta pedunculata De Wild.
- Triumfetta pentandra A. Rich.
- Triumfetta persimilis Lay
- Triumfetta pilosa Roth
- Triumfetta plumieri Gaertn.
- Triumfetta polyandra Sessé & Moc. ex DC.
- Triumfetta procumbens G. Forst.
- Triumfetta propinqua Halford
- Triumfetta prostrata Halford
- Triumfetta pseudocana Sprague & Craib
- Triumfetta pseudocolumnaris Hochr.
- Triumfetta purpusii Standl.
- Triumfetta pustulata Halford
- Triumfetta quercetorum Bullock
- Triumfetta quinqueloba Turcz.
- Triumfetta radicans Bojer
- Triumfetta rehmannii Szyszył.
- Triumfetta repens (Blume) Merrill & Rolfe
- Triumfetta reticulata Wild
- Triumfetta rhodoneura K. Schum.
- Triumfetta rhombeifolia Sw.
- Triumfetta rhomboidea Jacq.
- Triumfetta riparia Hochst.
- Triumfetta rotundifolia Lam.
- Triumfetta rubiginosa Halford
- Triumfetta rubricaulis Kunth
- Triumfetta rupestris Halford
- Triumfetta ryeae Halford
- Triumfetta saccata Halford
- Triumfetta salzmanni Turcz.
- Triumfetta sampaioi Monteiro
- Triumfetta sanctae-luciae Sprague
- Triumfetta scandens K. Schum.
- Triumfetta schimperi Hochst.
- Triumfetta schunkei J.F. Macbr.
- Triumfetta semitriloba Jacq.
- Triumfetta sepium St. Hil., Juss. & Camb.
- Triumfetta sericata Lay
- Triumfetta setulosa Mast.
- Triumfetta shinyangensis Verdc.
- Triumfetta simplicifolia (Sessé & Moc.) Fryxell
- Triumfetta simulans Halford
- Triumfetta sinuosa Miq.
- Triumfetta sloanei Fawc. & Rendle
- Triumfetta socorrensis Brandegee
- Triumfetta sonderi Ficalho & Hiern
- Triumfetta speciosa Seem.
- Triumfetta stellata Lay
- Triumfetta suborbiculata DC.
- Triumfetta surinamensis Steud.
- Triumfetta sylvicola Halford
- Triumfetta tenuipedunculata Wild
- Triumfetta tenuiseta Halford
- Triumfetta tigrina (Hochr.) Standl.
- Triumfetta tomentosa Bojer ex Bouton
- Triumfetta trachystema K. Schum.
- Triumfetta triandra Sprague & Hutch.
- Triumfetta trichocarpa Hochst. ex A. Rich.
- Triumfetta trichoclada DC.
- Triumfetta triclada Link
- Triumfetta trifida Sprague & Hutch.
- Triumfetta trilocularis Roxb.
- Triumfetta trisecta Halford
- Triumfetta tungarensis Billore
- Triumfetta ulmifolia Desv. ex Ham.
- Triumfetta vahlii Poir.
- Triumfetta velutina Vahl
- Triumfetta vincentina Urb.
- Triumfetta viridis Halford
- Triumfetta welwitschii Mast.
- Triumfetta youngii Exell & Mendonça
- Triumfetta × brachypetala Urb. & Ekman